# 宮元町 (横浜市)
宮元町（みやもとちょう）は横浜市南区の町名。現行行政地名は宮元町1丁目から宮元町4丁目（字丁目）で、住居表示は未実施。面積は0.089km2。

## 地理
鎌倉街道（神奈川県道21号横浜鎌倉線）に沿った北東～南西に細長い町域を持ち、関内に近い北東が1丁目となっている。北西は宿町、南西は通町、南東は蒔田町および共進町、北東は中村川・首都高速を挟み吉野町と接している。大部分が標高2-4mの低地だが、蒔田町との境界は崖になっている。

## 歴史
かつての中区蒔田町・南吉田町・大岡の一部で、1928年（昭和3年）に新設された。1943年に中区から南区が分離した事により、南区宮元町となる。1914年に鎌倉街道上に横浜市電弘明寺線が開通し、宮元町1丁目と宮元町3丁目の停留所があったが、1968年に廃止された。1972年には3丁目に横浜市営地下鉄蒔田駅が開業した。

### 地名の由来
町名は杉山神社に近いことから採られている。

## 世帯数と人口
2025年（令和7年）6月30日現在（横浜市発表）の世帯数と人口は以下の通りである。
| 丁目        | 世帯数    | 人口    |
| ----------- | --------- | ------- |
| 宮元町1丁目 | 841世帯   | 1,119人 |
| 宮元町2丁目 | 520世帯   | 871人   |
| 宮元町3丁目 | 243世帯   | 365人   |
| 宮元町4丁目 | 37世帯    | 76人    |
| 計          | 1,641世帯 | 2,431人 |

### 人口の変遷
国勢調査による人口の推移。
| 年                 | 人口  |
| ------------------ | ----- |
| 1995年（平成7年）  | 1,464 |
| 2000年（平成12年） | 1,724 |
| 2005年（平成17年） | 1,860 |
| 2010年（平成22年） | 1,981 |
| 2015年（平成27年） | 2,052 |
| 2020年（令和2年）  | 2,180 |

### 世帯数の変遷
国勢調査による世帯数の推移。
| 年                 | 世帯数 |
| ------------------ | ------ |
| 1995年（平成7年）  | 740    |
| 2000年（平成12年） | 870    |
| 2005年（平成17年） | 964    |
| 2010年（平成22年） | 1,087  |
| 2015年（平成27年） | 1,186  |
| 2020年（令和2年）  | 1,332  |

## 学区
市立小・中学校に通う場合、学区は以下の通りとなる（2024年11月時点）。
| 丁目        | 番地 | 小学校             | 中学校             |
| ----------- | ---- | ------------------ | ------------------ |
| 宮元町1丁目 | 全域 | 横浜市立日枝小学校 | 横浜市立共進中学校 |
| 宮元町2丁目 | 全域 | 横浜市立蒔田小学校 | 横浜市立蒔田中学校 |
| 宮元町3丁目 | 全域 | 横浜市立蒔田小学校 | 横浜市立蒔田中学校 |
| 宮元町4丁目 | 全域 | 横浜市立蒔田小学校 | 横浜市立蒔田中学校 |

## 事業所
2021年（令和3年）現在の経済センサス調査による事業所数と従業員数は以下の通りである。
| 丁目        | 事業所数  | 従業員数 |
| ----------- | --------- | -------- |
| 宮元町1丁目 | 33事業所  | 254人    |
| 宮元町2丁目 | 44事業所  | 298人    |
| 宮元町3丁目 | 53事業所  | 251人    |
| 宮元町4丁目 | 16事業所  | 646人    |
| 計          | 146事業所 | 1,449人  |

### 事業者数の変遷
経済センサスによる事業所数の推移。
| 年                 | 事業者数 |
| ------------------ | -------- |
| 2016年（平成28年） | 136      |
| 2021年（令和3年）  | 146      |

### 従業員数の変遷
経済センサスによる従業員数の推移。
| 年                 | 従業員数 |
| ------------------ | -------- |
| 2016年（平成28年） | 1,311    |
| 2021年（令和3年）  | 1,449    |

## 交通
- 横浜市営地下鉄 (ブルーライン)
  - 蒔田駅

## その他

### 日本郵便
- 郵便番号 : 232-0016[3]（集配局：横浜南郵便局[18]）

### 警察
町内の警察の管轄区域は以下の通りである。
| 番・番地等 | 警察署   | 交番・駐在所 |
| ---------- | -------- | ------------ |
| 全域       | 南警察署 | 通町交番     |

## 参考資料
- 『県別マップル 神奈川県広域・詳細道路地図』2006年4刷 昭文社 ISBN 9784398626998
- 『角川日本地名大辞典 14 神奈川県』角川書店、1984年6月8日、856,1056頁頁。
- “横浜市町区域要覧” (PDF).   横浜市市民局 (2016年6月). 2023年6月6日閲覧。